# The Mummies
The Mummies es una banda de garage rock formada en 1988 en San Bruno, California (E.U.A.). Sus integrantes son Trent Ruane (órgano, voz), Maz Katthua (bajo), Larry Winter (guitarra) y Russell Quan (batería). La banda se caracteriza por los disfraces de momia que utilizaban en sus presentaciones en vivo, así como por la actitud ruda, arrogante y grosera que tenían en el escenario. The Mummies es considerada una de las bandas más populares e influyentes de la escena garage rock.

## Historia
La banda comenzó en diciembre de 1988, siendo influenciada principalmente por bandas de garage rock, surf rock y frat rock. La primera presentación en vivo tuvo lugar el 23 de febrero de 1989 en el Chi Chi Club en San Francisco, California. Durante todo ese año la banda se dedicó a tocar en varias ciudades del mismo estado. Debido al alto impacto que creabas los conciertos de la banda en sus espectadores, su popularidad creció rápidamente y para 1990 ya tenían varias presentaciones a lo largo de los Estados Unidos. El vehículo que utilizaban para transportarse durante sus giras era una ambulancia Pontiac de 1965.
The Mummies creó y promovió el concepto «Budget rock», el cual rechazaba el profesionalismo y el estatus de estrellas y estaba a favor de una estética más simple y con la ideología "hágalo usted mismo". Como parte de este concepto, ellos tocaban con instrumentos baratos y en ocasiones dañados que conseguían en ventas de garaje y casas de empeño, y sus grabaciones sonaban crudas y con muy baja definición. Además todos sus discon eran lanzados en formato LP ya que rechazaban abiertamente la grabación digital y los CD.
El primer sencillo que lanzó la banda fue "That girl", el cual fue editado bajo su propio sello "Pre B.S." Este y los siguientes sencillos que lanzaron fueron reunidos en su primer disco de larga duración titulado "The Mummies play their own records", publicado en 1991. Durante todo ese año The Mummies continuó su gira por todo el país junto a la banda Thee Headcoats, pero el 1 de enero de 1992 la banda se separó poco tiempo antes de que sus primer álbum de estudio oficial "Never been caught" fuera lanzado. 
En 1993 se reunieron tras la invitación de la banda Supercharger para abrir sus conciertos en Europa. Debido a la gran aceptación que tuvieron, la banda regresó para una nueva gira europea en la primavera de 1994. Sin embargo Maz Katthua no participó en ninguna de las dos ocasiones, y su lugar fue ocupado por los bajistas de las bandas Supercharger y The Smugglers.
El último LP de la banda fue un álbum en vivo falso titulado "Party at Steve's house!", el cual tampoco contó con la participación de Maz Katthua. Después del lanzamiento de este disco en 1994 la banda dejó de tocar sin que existiera algún anuncio oficial sobre su separación.
En 2002 el sello discográfico Telstar sacó a la venta una reedición del disco "Never been caught" en formato CD, lo cual causó gran controversia entre sus seguidores ya que en el reverso de los discos lanzados en vinilo se leía la leyenda "Fuck CD" como signo de rechazo a la tecnología digital. El año siguiente editaron "Death by unga bunga!!!" también en formato CD, disco en el que se incluían 22 temas que habían sido lanzados anteriormente pero ahora digitalmente remasterizados. Ahora en el reverso del disco apareció la leyenda "Fuck vinyl".
En 2008, después de varios años de no haberse presentado en vivo, The Mummies ofreció dos conciertos. El primero tuvo lugar en junio en el Stork Club en Oakland, California. Esta presentación fue realizada sin publicidad previa y sorpresivamente la banda tocó sin sus característicos disfraces. El último concierto ocurrió en 10 de octubre en Valencia, España, como parte del Funtastic Dracula Carnival, donde fueron cabezas de cartel junto a sus coetáneos The Untamed Youth.

## Otros proyectos
Además de tocar con The Mummies todos sus integrantes han aparecido con multimples bandas. Maz Katthua ha estado involucrado con The Maybellines, The Phantom Surfers y Christina and The Bippies; Russel Quan con The Count Backwurds, The Dukes of Hamburg, The Easys, The Phantom Surfers, The Flakes, The Bippies y The Bobbyteens; Larry Winter ha tocado con The Orange Peels y The Batmen; y Trent Ruane quien ha mantenido un perfil público más bajo ha aparecido con The Phantom Surfers y The Untamed Youth.

## Discografía

### Sencillos
- That Girl 7", 1990. Pre B.S.
- Food, Sickles, And Girls 7", 1990. Pre B.S.
- The Fabulous Mummies 7", 1990. Estrus Records
- Shitsville 7", 1990. Regal Select Records.
- Skinny Minnie, 1990. Rekkids
- Greg Lowery & The Mummies, 1992. Rekkids
- Larry Winther And His Mummies, 1992. Planet Pimp Records
- Estrus Promo Single, 1992. Estrus Records
- Stronger Than Dirt, 1992. Telstar Records
- (You Must Fight To Live) On The Planet Of The Apes. Sympathy for the Record Industry.
- Uncontrollable Urge (Bootleg live single)
- Gwendolyn, 1994. Pinup Records
- 1994 Peel Sessions (bootleg)
- Get Late!, 1995. Estrus Records
- That Girl 7" re-issue, 1996. Estrus Records
- Food, Sickles, And Girls re-issue, 1996. Estrus Records
- Double Dumb Ass... In The Face, 1996. Estrus Records

### Álbumes
- The Mummies: Play their own records (LP), 1992. Estrus Records.
- Fuck C.D.s! It's The Mummies (LP), 1992. Hangman Records.
- Never Been Caught (LP), 1992. Telstar Records.
- Fuck The Mummies, 1992. Bootleg.
- Party At Steve's House! {LP), 1994. Pinup Records.
- Tales From The Crypt, 1994. Bootleg.
- Runnin' On Empty Vol. 1 (LP), 1996. Estrus Records
- Runnin' On Empty Vol. 2 (LP), 1996. Estrus Records
- Never Been Caught (CD), 2002. Telstar Records
- Death By Unga Bunga!! (CD), 2003. Estrus Records

### Splits
- 1991 Northwest Budget Rock Massacre!, 1991. Pre-B.S..
- The Mummies vs. The Wolfmen, 1991. Sympathy Records.
- Live At Café The Pit's, 1993. Demolition Derby Records.
- The Mummies & Supercharger Tour '93 Flexi, 1993. Pinup Records.

### Acoplados
- Tales From Estrus Volume One, 1990. Estrus Records.
- The Estrus Half-Rack, 1991. Estrus Records.
- Clam Chowder & Ice vs. Big Macs & Bombers, 1991. Nardwuar The Human Serviette.
- Follow That Munster: Raw Sixties Punk Vol. 2, 1991. Rock Records.
- Groin Thunder, 1992. Dog Meat Records.
- Fuck You Spaceman!, 1992. Planet Pimp Records.
- Turban Renewal: A Tribute To Sam The Sham & The Pharaohs, 1994. Norton Records.
- Blood Orgy Of The Leather Girls Soundtrack LP, 1994. Planet Pimp Records.